# Jardin Joan-Miró
Le jardin Joan-Miró est un espace vert du 13e arrondissement de Paris, en France.

## Situation et accès

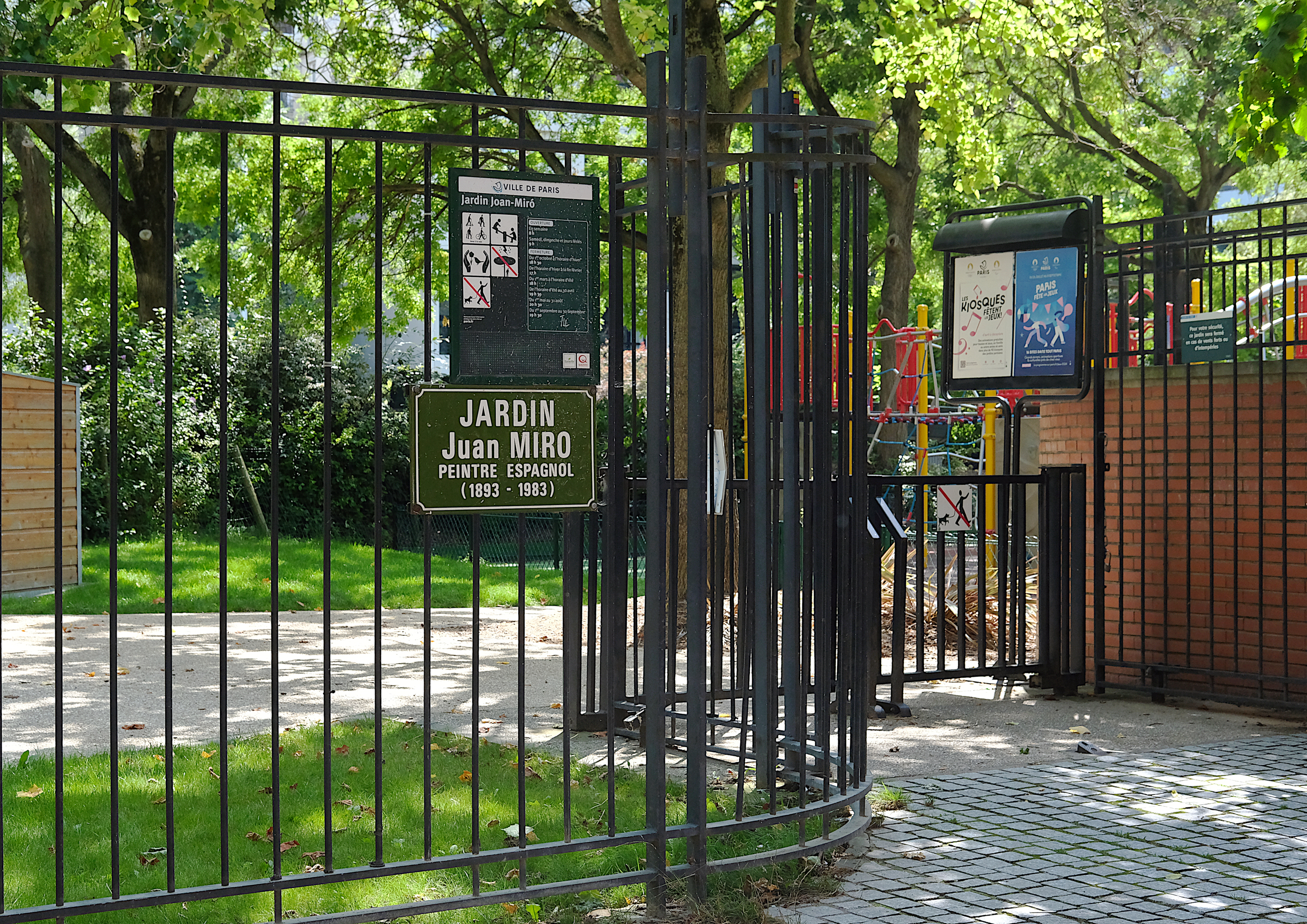
Entrée.

Le jardin est accessible par le 34, rue Gandon.
Il est desservi par la ligne 7 à la station Porte d'Italie.

## Origine du nom
Il rend honneur à l'artiste Joan Miró (1893-1983).

## Historique
Le jardin est créé en 1993.